# Aclytia halys
Aclytia halys là một loài bướm đêm thuộc phân họ Arctiinae, họ Erebidae.